# Argeli
Argeli (Argelios, Argelius) fou un escriptor i segurament també un arquitecte grec d'època incerta que va escriure una obra sobre el temple jònic d'Esculapi, del qual se suposa que hauria estat l'arquitecte. També va escriure sobre les proporcions de l'ordre corinti (de Synmmetriis Corinthiis). En parla Vitruvi.